# Geopatogenní zóna

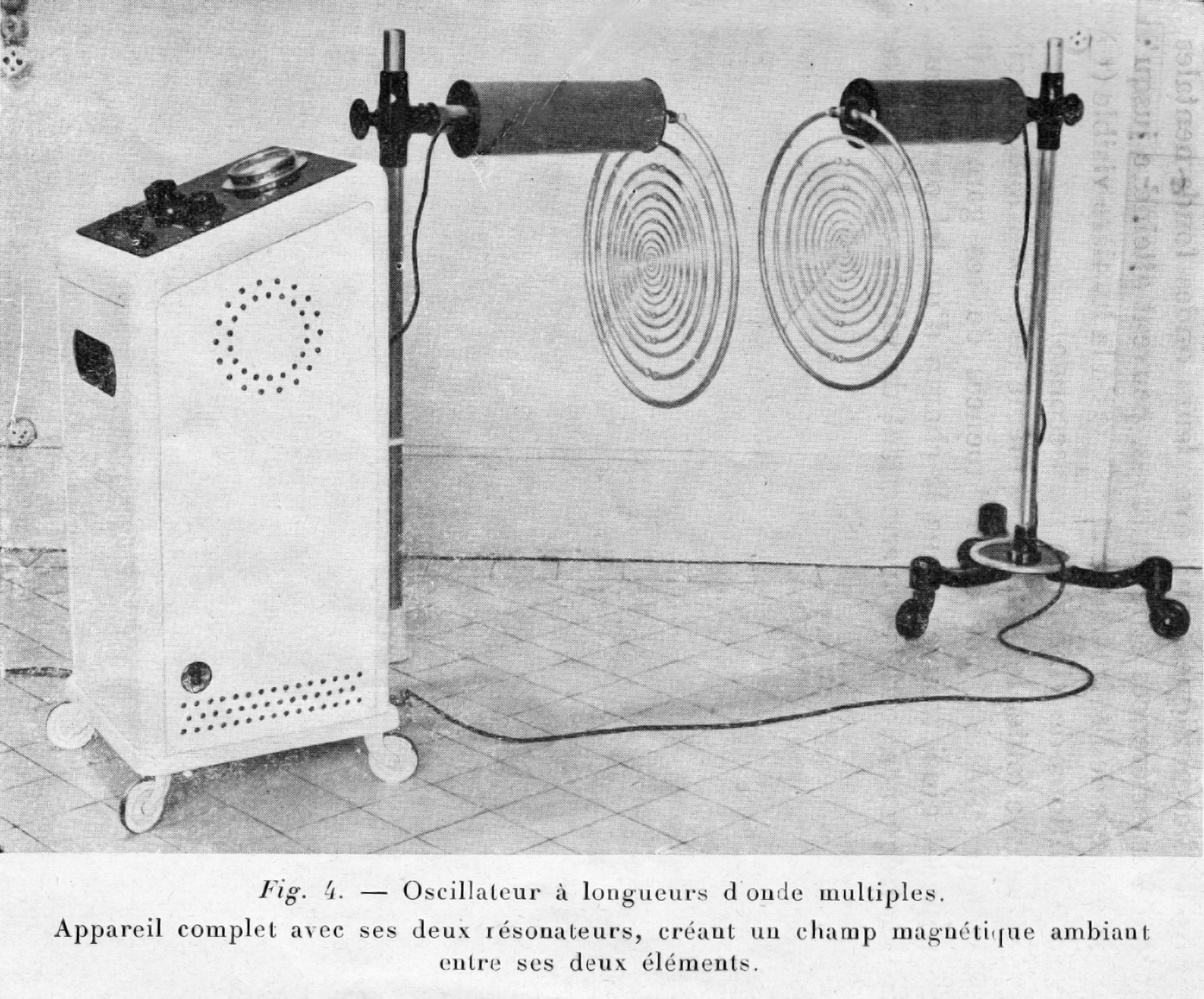
Oscilátor s více vlnovými délkami používaný k léčbě nádorů, který vynalezl Georges Lakhovsky (1873–1942)

Geopatogenní zóna (případně také patogenní zóna, dráždivá zóna, dračí žíla, Curryho pás, geoanomální zóna) je termín z oblasti psychotroniky a léčitelství, kterým se označují údajné pásy na Zemi v oblastech domnělého silného zemního záření, které má mít zhoubný účinek na zdraví (zvláště v místech křížení těchto pásů). Pojem geopatogenní zóny je ztotožňován s termínem dračí žíla, který se objevil již ve starověké Číně.
Výraz je odvozen z řeckého γεω- (geō-), kombinující formu γῆ (gê, „země“) a πάθος (páthos, „strádání“).
Ezoterických a hermetologických vysvětlení jak existence, tak i působení těchto zón je celá řada, jednoznačná a všeobecně uznávaná definice geopatogenní zóny ale známa není. Podobnou problematikou se zabývá také geomantie, zkoumající primárně frekvence Země a energetické linie.[zdroj⁠?!] Za podobně škodlivé zóny jsou pokládána také místa působení lidských zdrojů, například elektromagnetického smogu, včetně zdrojů statické elektřiny.[zdroj⁠?!]
Podle názoru přírodovědců ovšem fyzika již pokročila natolik, že lze přístroji zjistit elektromagnetické záření, korpuskulární záření i mechanické vlny nesmírně malých intenzit. Zemní záření, které by mělo vlastnosti přisuzované geopatogenním zónám, vědeckými postupy zjištěno nikde nebylo. Přesto je vyhledávání geopatogenních zón v bytech, domech či na pozemcích stále úspěšně nabízenou výdělečnou činností.

## Historie
První zmínky o dračích žílách (geopatogenních zónách) jsou staré více než 4000 let a pocházejí z Číny. V označených místech výskytu těchto dračích žil si Číňané ze strachu nestavěli svá obydlí. Také ve starém Římě či Egyptě existovaly nauky o těchto místech.[zdroj?]
Kolem roku 1930 se geopatologickou teorií zabýval Georges Lakhovsky (* 1869 Rusko, působil ve Francii, † 1942 New York City), který jako geopatogenní zónu označoval místo poruchy frekvence vlnění vydávaného Zemí, které interferuje s obdobnou pulsací buněk živých organismů, včetně elektromagnetického pole živočichů (aury). Jeho teorie předpokládala, že ze Země vychází vibrace o základní frekvenci 8 Hz. Změny frekvence a charakteru vibrací, k nimž dochází v místech, kde je šíření těchto vibrací narušeno, mohou podle této teorie působit na imunitní systém u živých organismů a tím zvyšovat riziko zdravotních poruch nejrůznějšího druhu vlivem interferencí s obdobnými pulzacemi buněk. V letech 1926–1938 napsal Lakhovsky 21 knih, ve kterých se věnoval obdobným tématům. Zabýval se i technickou stránkou vlnění (12. června 1934 mu byl udělen patentovým úřadem Spojených států patent na Multiple Wave Oscillator – vícevlnný oscilátor).
Ke zvýšenému zájmu o vyhledávání geopatogenních zón (dříve označovaného i jako proutkaření, nověji také jako biolokace) došlo ve střední Evropě zvláště ve dvacátých a třicátých letech 20. století, a pak znovu v padesátých a sedmdesátých letech.

## Čeští skeptici
V Česku se k fenoménu geopatogenních zón vyjadřují kriticky např. členové Českého klubu skeptiků Sisyfos. Podle Stručného výkladového slovníku českých skeptiků hraje představa o existenci těchto zón významnou roli  v léčitelství, ale jde jen o modernizovanou verzi středověké geomantie, která předpokládá, že na Zemi jsou významná centra a linie. Hypotézy ztotožňující geopatogenní zóny s geologickými zlomy nejsou v souladu se známými fyzikálními projevy geologických zlomů (které nejsou pravidelné, jsou mnohem hrubší a nezpůsobují popisované problémy) a přítomnost geopatogenních zón nelze objektivizovat. Používané metody k jejich zjišťování slovník vysvětluje jako podvědomý ideomotorický pohyb nebo prostý podvod a o samotných geopatogenních zónách předpokládá, že jde jen o výmysl, kterému však věří značné množství osob.
Podle Jiřího Grygara, dlouholetého člena klubu skeptiků, astrofyzika a člena Učené společnosti ČR, pro existenci geopatogenních zón majících nějaký vliv na lidské nebo zvířecí zdraví neexistuje žádný objektivní důkaz:
| „ | Když se podíváte na termín geopatogenní zóny, zjistíte, že vlastně nevíme, o čem mluvíme. Jsou to jednorozměrné, dvojrozměrné nebo trojrozměrné útvary? A jaké mají mít vlastnosti? Podle názvu by se mohlo zdát, že jde o nějaké plochy na zemském povrchu, které záporně ovlivňují zdraví lidí, popřípadě zvířat. Tak například z tohoto hlediska je skoro určitě geopatogenní zónou bažina, protože tam se člověk nachladí a případně dostane revma. Jinou takovou zónou by mohly být ledovce, vřídla horké vody a podobně. Obecné povědomí však považuje za geopatogenní zónu něco, co nelze nijak přesně definovat, ale přitom se její poloha dá určit pomocí proutku či nějaké varianty virgule. To je přirozeně holý nesmysl stejně jako přístroje či různé dečky na „odrušení“ těchto fiktivních patogenních zón. Občas se také setkávám s tvrzením, že se takovéto zóny samovolně stěhují, a proto se „měření“ musí po nějaké době opakovat. To je poměrně rafinovaná cesta, jak se dají z důvěřivých lidí tahat neustále další a další peníze. Tvrdím tedy, že žádná geopatogenní zóna neexistuje, protože neexistuje žádný objektivní způsob, jak dokázat, že něco takového má nějaký vliv – dokonce na lidské nebo zvířecí zdraví. | “ |

Podle Grygara jsou zjištění využívající proutkaření či virgule výmysl – nejsou to měřící přístroje a dva „odborníci“ na geopatogenní zóny nikdy nenaměří stejné výsledky.